# Manuel Rancés y Villanueva
Manuel Rancés y Villanueva (Cádiz, 1824- Ciudad Real, 1897) fue diplomático, político y periodista español.

## Biografía
Político, diplomático, senador y periodista, fue ministro plenipotenciario en distintos países, gobernador de Cádiz y senador y diputado a Cortes. Durante su destino en Londres fue amigo personal de la Reina Victoria del Príncipe de Gales, después Eduardo VII.